# CF Pachuca Femenil
CF Pachuca Femenil ist eine mexikanische Frauenfußballmannschaft aus Pachuca de Soto, die dem Fußballverein CF Pachuca angeschlossen ist. Weil die Männermannschaft den Spitznamen Tuzos trägt, erhielt die Frauenmannschaft das weibliche Äquivalent Tuzas und wird demnach auch als Tuzas de Pachuca bezeichnet. An diese Bezeichnung anlehnend wurde das im mexikanischen Frauenfußball erste Maskottchen entwickelt, das die Bezeichnung „La Tucita“ erhielt.

## Geschichte

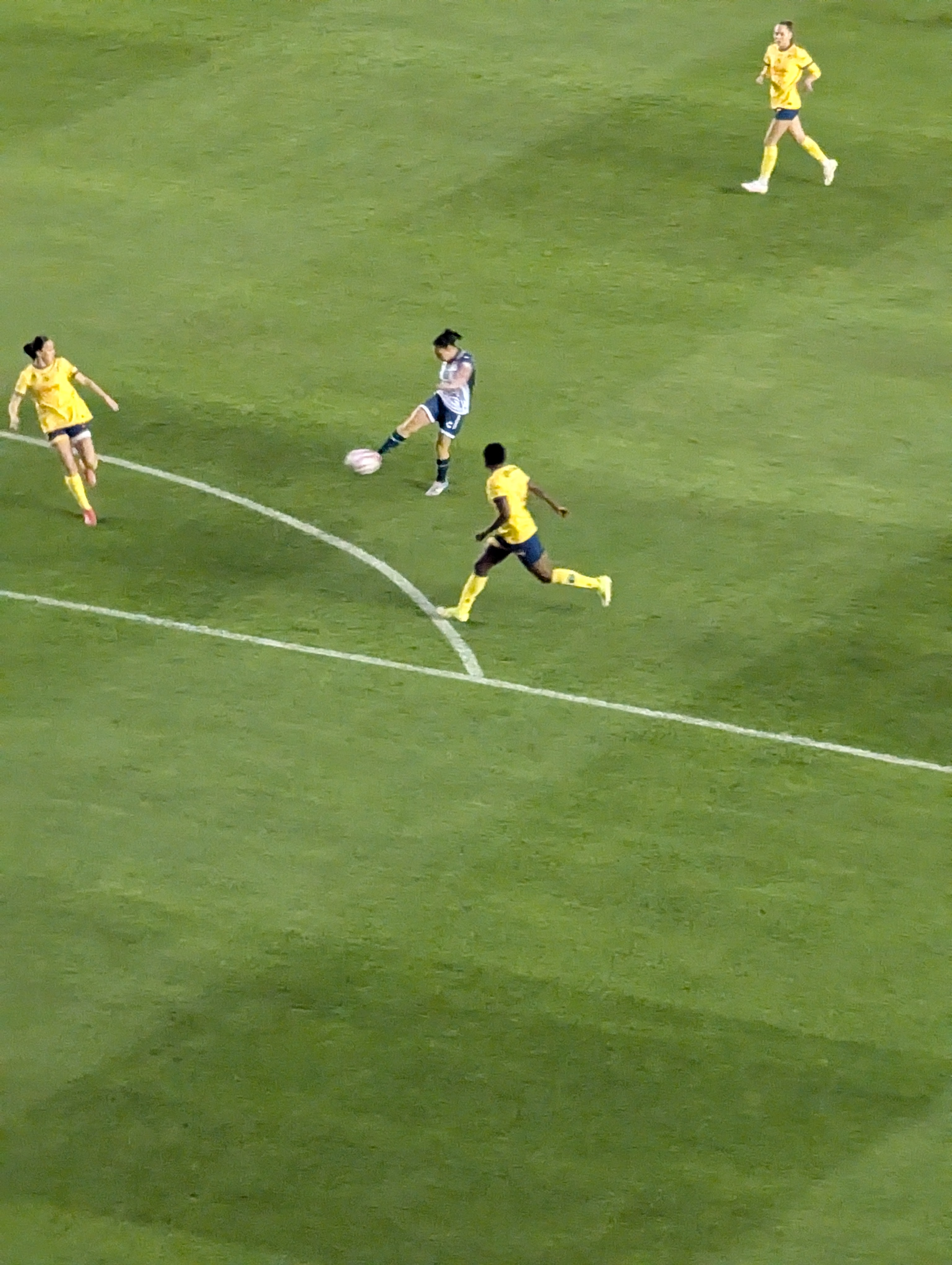
Szene aus den Finalspielen 2025 gegen den Club América mit einem Torschuss von Charlyn Corral

Für den Frauenfußball in Mexiko begann eine neue Epoche, als am 5. Dezember 2016 die Gründung der Liga MX Femenil beschlossen wurde, die in der Saison 2017/18 ihren Spielbetrieb aufnahm und prinzipiell als „geschlossene Gesellschaft“ der Erstligavereine aus der Liga MX gilt. Wie die meisten anderen Frauenmannschaften, die in dieser Liga mitwirken, wurde auch die Frauenmannschaft des CF Pachuca erst gegründet, um in dieser Liga vertreten zu sein. 
Das erste unter den neuen Kriterien ausgetragene Turnier war im Mai 2017 die Copa México Femenil, die in der Apertura 2017 von den Tuzas de Pachuca gewonnen wurde. Im anschließenden Eröffnungsturnier der Liga MX Femenil stießen die Tuzas bis ins Finale vor, wo sie – trotz eines 2:0-Erfolges im Hinspiel durch eine 0:3-Niederlage im Rückspiel – gegen die Mannschaft von Chivas Femenil unterlagen. In der Clausura 2022 kam es zu einer Neuauflage dieser Finalpaarung. Erneut unterlag Pachuca der Mannschaft aus Guadalajara trotz eines 1:0-Heimspielerfolges im Rückspiel, weil das Hinspiel mit 2:4 verloren wurde. Ein Jahr später stand Pachuca in der Clausura 2023 zum dritten Mal im Finale und unterlag diesmal dem Club América Femenil in beiden Spielen jeweils mit 1:2.
Beim vierten Anlauf in der Clausura 2025 sollte endlich der Meistertitel errungen werden. Erneut traf Pachuca auf den Club América, gegen den die Tuzas diesmal mit 3:0 und 0:2 die Oberhand behielten. In derselben Spielzeit war Charlyn Corral zum insgesamt vierten Mal – und zum dritten Mal in Folge – die erfolgreichste Torschützin der Liga.

## Personen
In der Clausura 2023 schrieb die Stürmerin der Tuzas, Charlyn Corral, insofern Geschichte, als sie die erste Torschützenkönigin der Liga MX Femenil war, die in einem Turnier 20 Tore erzielen konnte. In der Apertura 2019 konnte sich bereits Viridiana Salazar von Pachuca Femenil die Torjägerkrone sichern, musste sich allerdings mit 17 Treffern begnügen und den Platz an der Spitze der Torschützenliste mit Desirée Monsiváis vom Ligarivalen CF Monterrey Femenil teilen.

## Erfolge
- Meister der Liga MX Femenil: Clausura 2025
- Mexikanischer Pokalsieger: Apertura 2017